# Pappos-Guldins regel
Inom matematiken är Pappus-Guldins regel (även känd som Guldins sats, Pappus centroidsats och Pappus-Guldins sats) en av två relaterade satser som används för att beräkna ytan respektive volymen för en rotationssymmetrisk kropp. 
Satserna är uppkallade efter Pappos av Alexandria och Paul Guldin.

## Regeln för rotationsyta

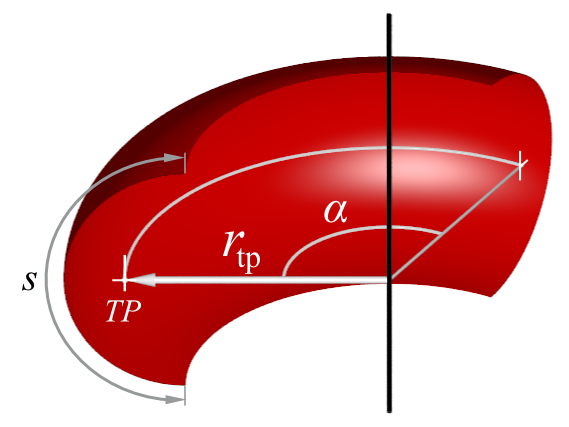
TP är positionen för den plana kurvans tyngdpunkt

Om en plan kurva med längden s roterar kring en i planet belägen axel, som ej skär kurvan, uppstår en rotationsyta med arean  
A = kurvans längd × tyngdpunktens väg, eller 
{\displaystyle A=\alpha \,s\cdot r_{tp}}
där {\displaystyle r_{\text{tp}}} är det vinkelräta avståndet från kurvans tyngdpunkt till rotationsaxeln och där {\displaystyle \alpha } är rotationen i radianer med
{\displaystyle \alpha \leq 2\pi }
Exempel:
Arean av en torus med den mindre radien r och den större radien R, är 
{\displaystyle A=2\pi \,2\pi r\,R=4\pi ^{2}\,rR}

## Regeln för rotationskropp

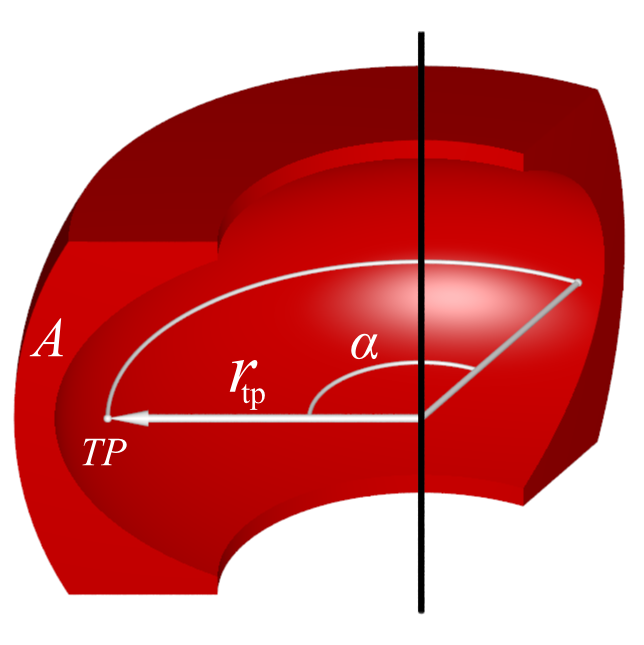
TP är positionen för den plana ytans tyngdpunkt

Då ett plant ytstycke med arean A, roterar kring en axel i samma plan, som ej skär ytan, uppstår en rotationskropp med volymen 
V = ytans storlek × tyngdpunktens väg, eller
{\displaystyle V=\alpha \,A\cdot r_{tp}}
där {\displaystyle r_{\text{tp}}} är det vinkelräta avståndet från ytans tyngdpunkt till rotationsaxeln och {\displaystyle \alpha } är rotationen i radianer med
{\displaystyle \alpha \leq 2\pi }
Exempel:
Volymen av en torus med den mindre radien r och den större radien R, är
{\displaystyle V=2\pi \,r^{2}\pi \,R=2\pi ^{2}\,R\,r^{2}}

## Generaliseringar
Reglerna kan generaliseras för godtyckliga kurvor och former under lämpliga antaganden.